# König-Stephan-Kirche
Stephanskirche, König-Stephan- beziehungsweise Stephan-von-Ungarn-Kirche, ungarisch Szent István [király]  (‚Sankt Stefan [der König]‘), ist ein Name diverser Kirchen und Kapellen, die dem Patrozinium des heiligen Stephan (I.), König der Ungarn (969–1038), des Schutzheiligen Ungarns, unterstellt sind. Er wird in Ungarn als „apostelgleich“  verehrt. Gedenktag ist der Nationalfeiertag Ungarns (20. August) oder der 16. August. Die ihm gewidmeten Kirchen stehen überwiegend im Gebiet des alten Königreichs Ungarn oder dienen ungarischen Auslandsgemeinden.

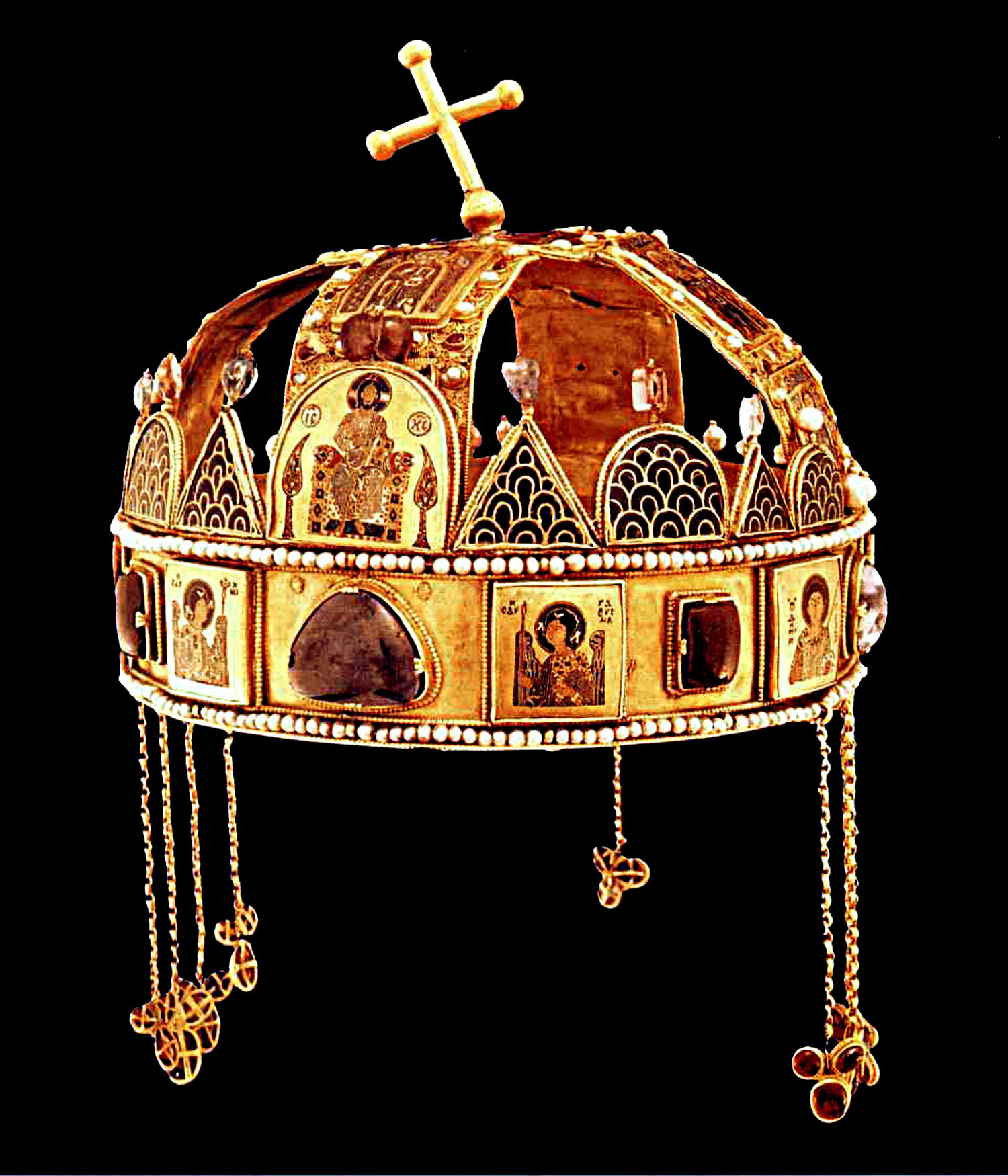
Die als nationales Symbol und Reliquie verehrte Stephanskrone

- Hauptkirche ist die Stephansbasilika Budapest

## Liste

### Deutschland
- St. Stephan (Untergruppenbach), Baden-Württemberg (Ungar. Kath. Kirche)

### Italien
historisch:
- Santo Stefano degli Ungheresi, Rom-Borgo (1776 abgerissen)

### Kroatien
- ♁  Katedrala Uznesenja Blažene Djevice Marije i svetih Stjepana i Ladislava, Zagreb – Kathedrale des Bistums Zagreb (mit Himmelfahrt der seligen Jungfrau Maria und König Ladislaus)

### Österreich
(Das Burgenland war bis 1921 ungarisch)
- Pfarrkirche Hl. Stefan, Edelstal (Nemesvölgy)
- Pfarrkirche Hl. Stefan, Großmürbisch (Alsómedves)
- Pfarrkirche Hl. Stefan, Neuhaus am Klausenbach (Vasdobra)
- Pfarrkirche Hl. Stefan, Königsdorf (Királyfalva)

### Philippinen
- Saint Stephen the King Parish Church of Laur

### Polen
- Kirche Barwice
- Kirche Lipnica Mała
- Kirche Policzna

### Rumänien
- Kirche Beclean, Bistrița-Năsăud
- Kirche Sâncrăieni, Harghita
- Kirche Sânzieni, Covasna

### Serbien
(In der Vojvodina)
- Kirche Kruščić, Kula
- Kirche Svilojevo, Apatin

### Slowenien
- Pfarrkirche Dokležovje, Pomurska

### Slowakei
- Kirche Baška, Košice-okolie
- Kirche Beckov
- Kirche Bernolákovo
- Kirche Borová
- Stephanskirche Bratislava
- Kirche Chym, Perín-Chym
- Kirche Horný Bar, Dunajská Streda
- Kirche Galanta
- Kirche Jablonica
- Kirche Kolíňany
- Kirche Kopčany
- Kirche Kuklov
- Kirche Martin
- Kirche Matejovce, Stadt Poprad
- Kirche Modra
- Kirche Nitra
- Kirche Nová Kelča
- Kirche Nálepkovo
- Kirche Obid
- Kirche Oslany
- Kirche Piešťany
- Kirche Popudinské Močidľany
- Kirche Prešov
- Kirche Reca
- Kirche Slanec
- Kirche Štefanová, Pezinok
- Kirche Stupava
- Kirche Šurany
- Kirche Tekovské Lužany
- Kirche Trstice
- Kirche Trebatice
- Kirche Žilina
- Kirche Zlatná na Ostrove

### Tschechien
- Kirche Francova Lhota, Zlin

### Ungarn
- Kirche Abony
- Kirche Adyliget
- Kirche Agárd
- Kirche Almásfüzitő
- Kirche Alsóbagod
- Kirche Alsópetény
- Kirche Apc‎
- Kirche Balatonszepezd
- Kirche Bakonysárkány
- Kirche Babarc
- Kirche Bélapátfalva
- Kirche Bordány
- Kirche Borsosgyőr
- Kirche Budakalász-Szentistvántelep
- ♁  St.-Stephans-Basilika (Lipótvárosi plébániatemplom), Budapest –  Konkathedrale des Erzbistums Esztergom-Budapest
- Stephanskapelle Budapest II (Frankel Leó út)
- Stephanskapelle der Matthiaskirche, Budapest
- Kirche Csátalja
- Kirche Cserhátsurány
- Kirche Csingervölgy
- Kirche Dad
- Kirche Dióskál
- Kirche Dombóvár
- Kirche Dömös
- Kirche Dunaharaszti
- Kirche Écs
- Kirche Erdőkövesd
- Kirche Erk‎
- Kirche Esztergom-Kertváros
- Stephanskapelle Esztergom
- Kirche Farkaslyuk
- Kirche Fajsz
- Kirche Fedémes
- Kirche Fertőendréd
- Stephanskapelle Fonyód
- Kirche Füzér
- Stephanskapelle Galvács
- Kirche Gutorfölde
- Kirche Gyöngyösapáti, Gencsapáti
- Karmeliterkirche Győr
- Kirche Halmaj
- Kirche Hatvan
- Kirche Inota, Várpalota
- Kirche Isaszeg
- Kirche Kalocsa
- Kirche Kerekegyháza
- Kirche Kiskunfélegyháza
- Kirche Kisterenye
- Stephanskapelle Kisszőlős
- Kirche Kőtelek
- Kirche Kocsér
- Kirche Komárom
- Kirche Litér
- Kirche Maconka
- Kirche Makó
- Kirche Margit körút
- Kirche Martonfa
- Kirche Mátraszentimre
- Stephanskapelle Mecseknádasd
- Kirche Nagycenk
- Kirche Nagygeresd
- Kirche Nagybörzsöny
- Pfarrkirche Nagycenk
- Kirche Nagyvázsony
- Kirche Nemesvita
- Kirche Ozora
- Kirche Paloznak
- Kirche Pátyod
- Kirche Perkupa
- Kirche Pinkaszentkirály, Vasalja
- Kirche Polgárdi
- Kirche Pomáz
- Kirche Pusztacsó
- Kirche Rábatamási
- Kirche Rákosfalva
- Kirche Sajószentpéter
- Kirche Sátoraljaújhely
- Kalvarienkapelle Sátoraljaújhely-Szárhegy
- Stephanskapelle Kisszőlős
- Kirche Selyemrét
- Kirche Szombathely-Szentkirályi
- ♁  Kathedralbasilika St. Stephan, Székesfehérvár – Kathedrale des Bistums Székesfehérvár
- Kirche Szajol
- Stephanskirche Sopron
- Kirche Szabadszentkirály
- Stephanskirche Szakoly
- Kirche Százhalombatta
- Kirche Szentistván
- Kirche Szentkirályszabadja
- Kirche Tahitótfalu
- Kirche Tarnabod
- Kirche Tatabánya
- Kirche Telki
- Kirche Tiszaföldvár
- Kirche Tiszalúc
- Kirche Tósokberénd
- Kirche Újpest-Kertváros
- Kirche Váchartyán
- Kirche Vadosfa
- Kirche Velemér (mit Hll. Dreifaltigkeit)
- Kirche Veszprém
- Kirche Zselickislak

### Vereinigte Staaten
- St. Stephen Catholic Church, Los Angeles, Kalifornien
- St. Stephen Hungarian Church, Birmingham, Toledo, Ohio

historisch:
- Missionskirche Acoma Pueblo, New Mexico (Ruine, National Historic Landmark)